# Воевода Воин
Воин из Гацко или Воевода Воин (уп. в 1322—1347) — сербский магнат и военачальник, правитель области Гацко и Хума (современная Босния и Герцеговина). Вассал сербских королей Стефана Уроша III Дечанского (1322—1331) и Стефана Уроша IV Душана (1331—1355).
Он описывается как один из самых крупных вельмож короля Стефана Дечанского. Во время борьбы между Стефаном Дечанским и его сыном Стефаном Душаном Воевода Воин поддержал последнего.
В августе 1325 года Воин разграбил Дубровник, принимал участие в битве при Вельбыжде (1330) и южных военных кампаниях Сербского царства.

## Биография
Воевода Воин был основателем сербского рода Войновичей, который со временем стал одним из могущественных родов при падении Сербского царства. Его сыновья Альтоман и Воислав были признаны правителями Хума (Герцеговина).

## Дети
- Милош, уп. в 1333 году, умер молодым
- Алтоман (ум. 1359), великий жупан, женат на Ратославе Младенович (Бранкович)
- Воислав (ум. 1363), великий кнез
- Воислава, жена хумского феодала Брайко Бранивоевича.